# Heinrich Gustav Magnus
Heinrich Gustav Magnus (ur. 2 maja 1802 w Berlinie, zm. 4 kwietnia 1870 tamże) – niemiecki chemik, fizyk i technolog, współzałożyciel Deutsche Physikalische Gesellschaft i Deutsche Chemische Gesellschaft.
Od roku 1834 był profesorem Uniwersytetu Berlińskiego. W dziedzinie chemii odkrył m.in. pierwszą kompleksową sól platyny – [Pt(NH3)4][PtCl4], zwaną „solą Magnusa” lub „zieloną solą Magnusa”, badał właściwości telluru i selenu, zajmował się procesem absorpcji gazów we krwi, dyfuzją wodoru, pomiarami współczynników rozszerzalności cieplnej powietrza w wysokich temperaturach. Jego najbardziej znanym osiągnięciem w dziedzinie fizyki było wykazanie występowania siły nośnej na bryle (np. walcu) obracającej się wokół osi poprzecznej do kierunku przepływu strumienia płynu, w którym się znajduje („efekt Magnusa”).

## Życiorys
Heinrich Gustav Magnus studiował chemię, fizykę i technologię na Berliner Universität w latach 1822–1827, które zakończył w roku 1827 na podstawie pracy dyplomowej na temat „De Tellurio”. Kolejne dwa lata (1827-1829) spędził w Akademii Nauk w Sztokholmie, studiując chemię u Jacoba Berzeliusa. Habilitację w dziedzinie fizyki i technologii otrzymał w roku 1831.
W kolejnych latach pracował dydaktycznie i naukowo w berlińskim Friedrich-Wilhelms-Universität jako:
- 1831–1834 – privatdozent fizyki (w roku 1833 utworzył kolekcję materiałów dydaktycznych),
- 1834–1844 – profesor nadzwyczajny fizyki (w roku 1843 ustanowił Physikalischen Kolloquiums),
- 1844–1869 – profesor zwyczajny fizyki.

Na uczelni pełnił funkcje:
- dziekana Wydziału Filozofii w latach 1847–1848, 1858–1859 i 1863–1864,
- rektora Friedrich-Wilhelms-Universität w latach 1861–1862.

W latach 1863–1870 tworzył laboratorium fizyczne we własnym domu. Przeszedł na emeryturę w roku 1869, rezygnując z pracy na uczelni.
W latach 1840–1870 był członkiem Pruskiej Akademii Nauk w Berlinie (pełnił funkcję przewodniczącego Komisji Finansów), a w roku 1845 był współzałożycielem Deutsche Physikalische Gesellschaft, w którym założył sekcję fizyczną Kolloquium). Analogiczne stowarzyszenie chemików – Deutsche Chemische Gesellschaft – współtworzył w roku 1867.

## Publikacje (wybór)
Heinrich Gustav Magnus jest autorem m.in.:

- 1827 – De tellurio,
- 1836 – De vi ancorae in electromagnete et Chalybomagnete,
- 1843 – Über die Ausdehnung der Gase durch die Wärme, Abhandlungen der Königlichen Akademie der Wissenschaften in Berlin,
- 1845 – De respiratione: programma … numeris professionis ordinariae in facultate philosophica auspicandi gratia, Universitätsschriften Berlin, wyd. Uniwersytet w Gandawie
- 1850 – Über die Bewegung der Flüssigkeiten Abhandlungen der Königlichen Akademie der Wissenschaften in Berlin,
- 1852 – Ueber thermoelectrische ströme, wyd. K. Preussische Akademie der Wissenschaften,
- 1854 – Ueber rothen und schwarzen Schwefel, Annalen der Physik Volume 168, Issue 6, pages 308–323,
- 1859 – Hydraulische Untersuchungen: Zweiter Theil, wyd. Barth,
- 1860 – Ueber die Abweichung der Geschosse …, wydanie 2, wyd. Dümmler,
- 1861 – Ueber die Verbreitung die Wärme in den Gasen Poggendorff's Annalen, wyd. A.W. Schade,
- 1862 – Festrede auf der Universität zu Berlin (Heinrich Gustav Magnus, Friedrich Wilhelm, Preußen, König, III.),
- 1862 – Über die Fortschritte auf dem Gebiete der Naturwissenschaften,
- 1864 – Über Wärmestrahlung.
- 1864 – Ueber den Einfluss der Zusammensetzung der Bronzen auf die Erlangung einer schönen grünen Patina,
- 1866 – Ueber den Einfluss der Absorption der Wärme auf die Bildung des Thaus, wyd. A.W. Schade,
- 1866 – Ueber die Polarisation der ausgestrahlten Wärme und ihren Durchgang durch parallele Platten, Annalen der Physik und Chemie, wyd. A.W. Schade,
- 1866 – Ueber die Polarisation der ausgestrahlten Wärme und ihren Durchgang parallele Platten, wyd. A.W. Schade,
- 1867 – Ueber den Einfluss der Vaporhäsion bei Versuchen über Absorption der Wärme, wyd. A.W. Schade,
- 1868 – Ueber die Polarisation der Wärme von 100 [degrees] C. und die Bewegung bei der Wärmeleitung, wyd. A.W. Schade,
- 1870 – Über Emission, Absorption und Reflexion der bei niederer Temperatur ausgestrahlten Wärmearten, Abhandlungen der Königlichen Akademie der Wissenschaften in Berlin, wyd. Dümmler.